# ادمونستون (مریلند)
ادمونستون (به انگلیسی: Edmonston) شهری در ایالت مریلند کشور ایالات متحده آمریکا است که جمعیت آن در سرشماری سال ۲۰۱۰ میلادی، ۱٬۴۴۵ نفر بوده‌است.